# Stefan Meixner (Fußballspieler)
Stefan Meixner (* 13. Oktober 1962 in Erfurt) war Fußballspieler beim FC Carl Zeiss Jena, für den er in der DDR-Oberliga und in der 2. Bundesliga spielte. Meixner ist mehrfacher DDR-Junioren- und Nachwuchsnationalspieler.

## Sportliche Laufbahn

### Ligafußball
Meixner durchlief beim FC Rot-Weiß Erfurt die Nachwuchsmannschaften, wechselte dann aber 1974 zum FC Carl Zeiss Jena. Dort spielte er zunächst in der Jugend und ab 1978 bei den Junioren. Bereits mit 16 Jahren wurde er zur Saison 1979/80 ins Nachwuchsoberligaaufgebot aufgenommen.
Zur Saison 1981/82 wurde Meixner vom FC Carl Zeiss erstmals für die DDR-Oberliga-Mannschaft nominiert. Bereits am 6. Spieltag kam er zu seinem ersten Oberligaeinsatz, bei dem er im Spiel FC Carl Zeiss gegen F.C. Hansa Rostock (5:0) am 26. September 1981 im rechten Mittelfeld aufgeboten wurde. Vom 10. Spieltag an wurde der 1,83 Meter große Meixner mit Ausnahme der letzten Saisonspiele ziemlich regelmäßig eingesetzt, sodass er in seiner ersten Oberligasaison auf insgesamt 15 Spiele kam. 1982 beendete Meixner seine Ausbildung zum Feinmechaniker. In der Oberligasaison 1982/83 gelang es ihm mit nur 15 Einsätzen, meist ein- oder ausgewechselt, noch nicht, dauerhaft in der 1. Mannschaft Fuß zu fassen. Daran änderte sich auch ein Jahr später nichts, obwohl er sich auf 20 Oberligaspiele steigern konnte.
Für die Saison 1984/85 war er in der Planung nur für die 2. Mannschaft nominiert, trotzdem wurde er vom 2. Spieltag an in allen Oberligaspielen eingesetzt, nur zwei Spiele bestritt er nicht über die volle Zeit. Mit Ausnahme der Spielzeiten 1986/87 und 1989/90, in denen er nur sechs bzw. elf Oberligaspiele bestritt, blieb Meixner bis 1991 Stammspieler im Mittelfeld. 1987/88 spielte er seine intensivste Saison. Er war in alle 26 Oberligaspielen dabei und absolvierte fünf Spiele im DDR-Pokalwettbewerb, mit denen er mit seiner Mannschaft in das Endspiel um den FDGB-Pokal gelangte. Dort unterlag der FC Carl Zeiss mit Meixner als zentralem Mittelfeldspieler jedoch nach Verlängerung dem BFC Dynamo mit 0:2.
In der letzten eigenständigen Saison des ostdeutschen Erstligafußballs war Meixner mit 21 Punktspieleinsätzen daran beteiligt, dass sich der FC Carl Zeiss für die 2. Bundesliga qualifizierte. Für den Start in seine erste Saison in die 2. Bundesliga hatte sich der Klub mit zahlreichen neuen Spielern verstärkt, sodass für Meixner lange Zeit kein Platz in der Mannschaft blieb. Erst zwischen dem 20. und 22. Spieltag kam er noch dreimal zum Einsatz. Davon spielte er nur einmal über volle 90 Minuten in seinem letzten Spiel für den FC Carl Zeiss, am 15. Dezember 1991 beim SC Freiburg (0:1-Niederlage).
Innerhalb von elf Spieljahren war Meixner in 238 Pflichtspielen (18 Tore) für den FC Carl Zeiss aktiv. Diese Einsätze setzen sich aus 179 Oberligapartien (13 Tore), drei Begegnungen in der 2. Bundesliga sowie 26 Auftritten im nationalen Pokal (zwei Treffer), acht Europapokaleinsätzen und 22-IFC-Begegnungen mit drei Toren zusammen.
Mitte der 1990er-Jahre spielte er unter dem ehemaligen Jenaer Oberligakicker Uli Göhr, der als Coach den Verein aus der Saalestadt als Sieger der Thüringenliga 1996 bis in die Viertklassigkeit geführt hatte, beim SV 1910 Kahla. Saison 1996/97 war es auch Meixners Klasse und Routine zu verdanken, dass der Oberliga-Neuling einen respektablen 8. Rang belegte. Im Folgejahr, der den Kahlaer Abstieg mit sich brachte, konnte er aufgrund von Verletzungen und beruflichen Verpflichtungen nicht mehr eingesetzt werden.

### Auswahleinsätze
Im Sommer 1980 kam Meixner in den Kader der DDR-Juniorennationalmannschaft und bestritt bei den Jugendwettkämpfen der Freundschaft in Nordkorea am 13. Juli 1980 als Mittelfeldspieler gegen die Sowjetunion (1:1) sein erstes Juniorenländerspiel. Bis 1981 bestritt er insgesamt 16 Partien in der U-18 und erzielte dabei drei Treffer, konnte sich aber mit der Elf von Trainer Günter Rosenthal nicht für die Endrunde der 1. Junioren-EM in der Bundesrepublik qualifizieren. Beim ebenfalls verlorenen Qualifikationsrückspiel (1:2 in Anklam nach zuvor 0:2 in Radom) gegen die polnischen Junioren fehlte Kapitän Meixner wegen Kniebeschwerden.
1981/82 wurde er auch in den Kader der Nachwuchsnationalmannschaft aufgenommen und bestritt elf Länderspiele. Danach kam er bis 1983 auf insgesamt 20 Nachwuchsländerspiele für den DFV.